# キャッツ (企業)
株式会社キャッツは、リフォーム・害虫駆除事業者で、東京都渋谷区に本社を置く。1975年3月に創業し、当初は害虫駆除を主業とし、現在は個人住宅のリノベーション、リフォーム、メンテンナンスを扱う。

## 概要
社名のキャッツは下記アナグラム
- Challenge （新たな使命にチャレンジする）
- Active （社会へ目を向けた活動的な企業）
- Trust （お客さまからの信頼と責任を胸に）
- Solution （ニーズに合ったよりよい解決策を追及）

東証1部上場の害虫予防駆除業者であったが、個人消費の低迷や訪問販売業のイメージ悪化などから業績が減退し、2004年2月に創業者と社長らが証券取引法違反の株価操作容疑で逮捕されて信用失墜し、負債総額186億円で民事再生法を申請した。ヤマノグループの傘下に入り経営再建し、2007年11月に民事再生手続は終結した。

## 主な事業
人の暮らしと健康を支える「ホームケアドクター」
床下から屋根まで、住まい全般のリフォーム・メンテナンスに対応。快適な住空間を実現するためのアイデアをご提案
- リノベーション
- スマートリフォーム
- 介護リフォーム
- 屋根壁リフォーム
- 省エネ・断熱リフォーム
- システムバス
- システムキッチン
- 水回りリフォーム
- 床下環境
- エクステリア

すべての人々の未来を明るく照らす「再生可能エネルギー事業」
家計と地球環境に優しい「未来の暮らしの理想型」へシフトする「スマートハウス　リノベーション」をご提案
- 土地活用太陽光発電
- スマートハウスリノベーション

清潔・安全・快適を実現し、環境衛生に貢献する「クリーンケアドクター」
飲食施設やオフィス、その他あらゆる建物においてクリーンで安心して過ごせる環境の維持をご提案
- 害虫・害獣等の防除
- LED販売・施工
- 環境改善コンサルティング

花と緑で人の集う空間をつくりだす「ガーデニング事業」
- 大型店舗や各種施設のガーデニング企画、設計、施工管理、施工

## 沿革
- 1975年3月　三共白蟻消毒株式会社として、東京都渋谷区に設立。
- 1981年2月　三共白蟻防除株式会社に商号変更。
- 1987年5月　株式会社キャッツに商号変更。
- 1995年10月　店頭市場に株式を公開。
- 2000年12月　東京証券取引所1部に株式上場。
- 2004年2月　民事再生法申請。
- 2004年11月　100%減資並びにヤマノグループである （株）ジャパンヘルス&ビューティー他からの出資を受ける。
- 2007年11月 民事再生手続終結決定。
- 2009年1月 イギリス・チェルシーフラワーショー3年連続ゴールドメダリストの石原和幸を迎えガーデニングサービスの本格始動。
- 2010年5月 ガーデニング部門のアドバイザー石原和幸がイギリス・チェルシーフラワーショー2010に出展、作品タイトル「風花」がショーガーデン部門シルバーメダルを受賞。
- 2011年5月 石原和幸がイギリス・チェルシーフラワーショー2011に出展、作品タイトル「花の楽園 ?緑の詩を聞かせたい-」がシルバーメダルを受賞。
- 2013年4月 蓄電池の販売・施工を開始。
- 2016年4月 カーポート一体型太陽光発電システムの販売・施工を開始。
- 2018年3月 日本赤十字社への支援活動を開始。